# Temporada da WTA de 1976
O WTA Tour de 1976 consistiu em uma série de torneios de tênis para tenistas femininas, sendo composto pela versão recém-simplificada do Virginia Slims Circuit anual, agora uma turnê de 11 semanas pelos Estados Unidos e pelo "Women's International Grand Prix". A turnê de 1976 foi a primeira temporada completa usando o sistema de ranqueamento oficial e esses rankings foram usadas para determinar a aceitação nos torneios.

 Chris Evert ganhou 12 títulos na temporada.

## Ranking de final de ano
Lista das 20 primeiras do ranking de final de ano da WTA de 1976 (31 de dezembro de 1976) - Competição individual:
| Ranking de simples de final de ano | Ranking de simples de final de ano | Ranking de simples de final de ano | Ranking de simples de final de ano | Ranking de simples de final de ano |
| ---------------------------------- | ---------------------------------- | ---------------------------------- | ---------------------------------- | ---------------------------------- |
| Nº                                 | Jogadora                           | Pontos                             | 1975                               | F                                  |
| 1                                  | Chris Evert (USA)                  | 16.990                             | 1                                  | =                                  |
| 2                                  | Evonne Goolagong Cawley (AUS)      | 16.326                             | 5                                  | +3                                 |
| 3                                  | Virginia Wade (GBR)                | 10.933                             | 2                                  | -1                                 |
| 4                                  | Martina Navratilova (USA)          | 10.272                             | 3                                  | -1                                 |
| 5                                  | Dianne Fromholtz (AUS)             | 8.012                              | 20                                 | +15                                |
| 6                                  | Rosie Casals (USA)                 | 7.644                              | 12                                 | +6                                 |
| 7                                  | Betty Stöve (NED)                  | 7.158                              | 22                                 | +15                                |
| 8                                  | Kerry Melville (AUS)               | 7.064                              | 10                                 | +2                                 |
| 9                                  | Olga Morozova (USSR)               | 6.523                              | 7                                  | -2                                 |
| 10                                 | Sue Barker (GBR)                   | 6.480                              | 19                                 | +9                                 |
| 11                                 | Mima Jaušovec (YUG)                | 5.702                              | 40                                 | +29                                |
| 12                                 | Nancy Gunter (USA)                 | 5.525                              | 8                                  | -4                                 |
| 13                                 | Terry Holladay (USA)               | 4.132                              | 26                                 | +13                                |
| 14                                 | Natasha Chmyreva (USSR)            | 5.066                              | 21                                 | +7                                 |
| 15                                 | Françoise Dürr (FRA)               | 4.639                              | 9                                  | -6                                 |
| 16                                 | Marita Redondo (USA)               | 4.603                              | 60                                 | +44                                |
| 17                                 | Greer Stevens (RSA)                | 4.522                              | 48                                 | +31                                |
| 18                                 | JoAnne Russell (USA)               | 4.493                              | 35                                 | +17                                |
| 19                                 | Kathy May (USA)                    | 4.277                              | 57                                 | +38                                |
| 20                                 | Mona Guerrant (USA)                | 4.236                              | NR                                 | NR                                 |